# Ripple Effect Studios
Ripple Effect Studios (von 2013 bis 2021: DICE Los Angeles) ist ein amerikanisches Entwicklungsstudio für Computerspiele. Es handelt sich um ein Tochterstudio des amerikanischen Publishers Electronic Arts.

## Beschreibung
Das Studio wurde im Mai 2013 auf Veranlassung von Electronic Arts in Los Angeles als Dependance seiner schwedischen Entwicklungstochter DICE gegründet. Es sollte DICE bei der Entwicklung von Spielen zu der im selben Zeitraum erworbene Star-Wars-Lizenz von Disney unterstützen. Auch war EAs ursprüngliches Entwicklungsstudio in Los Angeles – Danger Close – zuvor geschlossen worden. Danger Close hatte zuletzt die Shooter-Reihe Medal of Honor betreut, doch wegen der schlechten Verkaufszahlen von Medal of Honor: Warfighter wurde die Marke bis auf weiteres aufgegeben. In diesem Zuge wurde Danger Close aufgelöst und die Mitarbeiter teilweise auf andere Studios verteilt, einige davon auch auf DICE Los Angeles. Primäre Aufgabe des Studios war zunächst die Zuarbeit und Unterstützung für DICE Stockholm, bspw. Erweiterungen und Premium Services für die Spiele von DICE.

Ehemaliges Logo

2020 wurde Vince Zampella, Gründer und Geschäftsführer des EA-Entwicklungsstudios Respawn Entertainment, neuer Geschäftsführer von DICE LA. Zampella übernahm das Studio mit dem Ziel, es zu einem eigenständigen Studio mit eigenen Projekten umzuwandeln. 2021 wurde DICE LA in Ripple Effect Studios umbenannt, um diese Eigenständigkeit deutlich zu machen.

## Entwickelte Spiele
- 2013: Battlefield 4
- 2015: Battlefield: Hardline
- 2015: Star Wars Battlefront
- 2016: Battlefield 1
- 2018: Battlefield 5
- 2019: Star Wars Jedi: Fallen Order
- 2021: Battlefield 2042